# ليجي ماتسوموتو
ليجي ماتسوموتو (باليابانية: 松本零士) مواليد 25 يناير 1938 في كورومي، فوكوكا في اليابان، هو رسام أنمي ومانغا ياباني صنع وعمل على العديد من سلاسل الأنمي والمانغا حيث بدأ بالعمل في هذا المجال في سنة 1953 ، متزوج بمياكو ماكي وهي أيضا فنانة مانغا.

## أعماله
- نسور الفضاء
- قرصان الفضاء كابتن هارلوك

## وصلات خارجية
- ليجي ماتسوموتو  في شبكة أخبار الأنمي
- ليجي ماتسوموتو على موقع IMDb (الإنجليزية)
- ليجي ماتسوموتو على موقع ألو سيني (الفرنسية)
- ليجي ماتسوموتو على موقع ميوزك برينز (الإنجليزية)
- ليجي ماتسوموتو على موقع ديسكوغز (الإنجليزية)
- ليجي ماتسوموتو على موقع قاعدة بيانات الفيلم (الإنجليزية)
- ليجي ماتسوموتو على موقع كينوبويسك (الروسية)
- ليجي ماتسوموتو على موقع ANN person (الإنجليزية)